# Glace synthétique

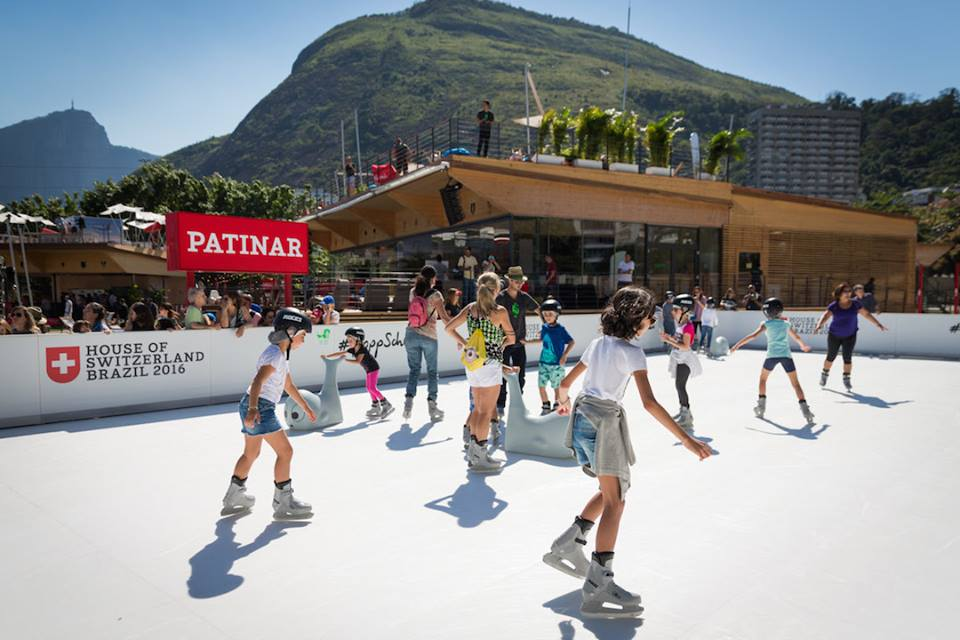
Glace synthétique aux Jeux olympiques

On appelle glace synthétique (« synthetic ice » en anglais) tout matériau synthétique assez glissant pour se substituer à  la glace comme une surface de patinage… alors que l’expression « glace artificielle » désigne généralement un mélange d’eau et d’antigel durci par le froid via un groupe de froid (unité de réfrigération).
Les patinoires classiques étant couteuses et très énergivores, divers matériaux synthétiques ont été testés. 
Les chimistes ont produit et testé différents matériaux blancs, à la fois légers, résistants et durables, aux surfaces dures et à faible frottement. Ces matériaux doivent être résistants à l’usure induite par l’utilisation de patins à glace standards, à semelle métallique, tout en restant glissants des années durant, si possible avec peu d’entretien.

Ce sont toujours des polymères (matières plastiques denses) qui ont été retenus.

## Principe constructif
Une  patinoire  synthétique typique sera composée de plusieurs couches (panneaux) posées sur un sol plat, lisse et propre. La couche supérieure glissante est généralement assemblée par un dispositif qui maintient la cohérence de l’ensemble, tout en permettant une certaine dilatation thermique de la patinoire si elle est exposée au soleil. 

## Histoire
La première utilisation d’un polymère (plastique dérivé du pétrole) retenue par l’histoire comme substitut à la glace dans le but de faire du  patinage date des années 1960, avec l’utilisation de matériaux tels que le plastique polyoxyméthylène (ou POM) développé par la firme DuPont au début des années 1950 et commercialisé à partir de 1959 sous le nom de DELRIN. 
Différents types de « glace synthétique » utilisant des polymères de même origine étaient disponibles dans les années 1960, mais présentant deux défauts principaux :
- ils étaient bien moins « glissants » que la glace naturelle sans l’application d’un lubrifiant (silicone) sur la piste. Ce silicone s’accumulait en surface en accrochant la saleté et en salissant le support, qui de plus vieillissait mal sous les ultraviolets solaires.
- il fallait assembler des panneaux de petite taille sans traces de « soudure » ressenties par les patineurs ou risquant de les faire chuter, ce qui était à l’époque impossible dans la durée (Les panneaux sont aujourd’hui assemblés grâce à un dispositif en queue d'aronde qui permet des « coutures » presque indétectables).

Ces deux problèmes ont été suffisants pour donner aux glaces synthétiques une  mauvaise réputation qui a persisté des années 1970 aux années 1990.

## Glace synthétique moderne
Des années de recherche et développement ont permis d'améliorer les caractéristiques de glisse et patinage de la glace synthétique pour les rendre très proches de celles de la glace réelle. Les insuffisances technologiques des années 1960 à 1990 ont été surmontées. 
Des matériaux polymères spéciaux ont été spécialement développés pour le patinage, ainsi que des lubrifiants spécifiquement conçus pour le polymère. Celui-ci peut les absorber sans que la surface ne soit jamais collante ni n’attire les contaminants tout en fournissant une glisse semblable à celle de la glace. Certains panneaux ne requerraient pas de liquide, mais cette théorie n'est pas encore prouvée et ne durerait qu'un certain temps. 

Les méthodes d'assemblage ont été améliorées pour que les joints entre panneaux soient lisses et ne varient pas avec les écarts de température. Cela donne une surface de patinage plus sûre et plus prévisible.

## Théorie
Sur la vraie glace, au passage de la lame d’un patin, les frottements et la pression liquéfient localement la glace, ce qui lubrifie la surface et facilite la glisse.

L’imitation la plus réaliste de la glace naturelle est obtenue avec les panneaux haut-de-gamme de glace synthétique qui intègrent des perles microscopiques sur leur surface pour imiter l’effet de la très légère fonte de la glace sous la  lame du patin, pour contribuer à réduire la trainée et le frottement et procurer des sensations très similaires.  
Les matériaux utilisés sont des polyéthylènes d'un grade supérieur. 
Le silicone a été abandonné au profit  de produits biodégradables et solubles dans l'eau, qui diminuent la traînée ou le frottement sur la surface synthétique. Les produits et quantités utilisés varient selon les types de matériaux.

## Avantages
Par rapport à la vraie glace ou à la glace artificielle, la glace synthétique est 
- beaucoup moins coûteuse et plus facile à installer (une patinoire synthétique est démontable et peut être assemblée en seulement quelques heures, ce qui la rend intéressante pour les spectacles itinérants, évènements brefs ou des expositions publiques)
- beaucoup moins coûteuse à entretenir
- indépendante d’une alimentation en eau qui n’est plus requise, pas plus qu’aucun équipement de réfrigération ;
- facile à nettoyer (le matériel sophistiqué de toilettage de la surface n’est plus nécessaire ; un simple nettoyage périodique destiné à enlever les contaminants suffit sur les matériaux modernes) ;
- facile à installer n'importe où, du moment qu’on dispose d’un sol plat ;
- intéressante pour des entrainements en plein air toute l’année (force et vitesse, avec possibilité de faire des pistes inclinées dans les virages, ce qui serait impossible ou très couteux avec de l’eau).

Pour les installations à long terme le modèle TSLOT est le seul modèle conçu pour les municipalités et le marché extérieur. Le modèle dove tail est conçu et fabriqué pour des installations intérieures. 

## Inconvénients
- le plus gros désavantage est la qualité de la glisse pour le patineur. Cette dernière est sans commune mesure avec une patinoire classique. Le patineur doit ainsi fournir significativement plus d'efforts pour parcourir une même distance (ce qui peut être un avantage dans le cas d’entraînements spéciaux). Beaucoup de patineurs trouvent cela moins agréable.
- les patinoires synthétiques usent plus rapidement (d'un facteur de quatre) les lames des patins[4].
- certains polymères nécessitent quand même l'application d'un lubrifiant (maintenant biodégradable selon les fabricants).
- les filières de recyclage en fin de vie ne semblent pas clairement prévues, mais en termes d’écobilan, c’est une solution a priori plus intéressante que celle d’une patinoire classique.